# Se fossi Dylan
Se fossi Dylan è un album musicale di Roberto Tardito, pubblicato nel 2010.

## L'album
Alla realizzazione del progetto hanno collaborato musicisti di diverse nazionalità, registrando i propri contributi in Francia, Germania, Stati Uniti, Algeria, Bulgaria e Cina. Le varie parti sono state successivamente riunite e integrate, dando così vita a un inusuale accostamento di culture musicali e differenti modi di intendere la musica. Il risultato finale è un album particolarmente carico di suoni, giudicato a posteriori dall'autore un esperimento a suo modo affascinante ma non completamente riuscito.
La musica di Senza paura è liberamente ispirata a un brano tradizionale irlandese.
Dell'album esiste anche una versione inglese, intitolata If I Were Dylan, con gli adattamenti dei testi curati da Carla Aira.

## Tracce

### Versione italiana (Se fossi Dylan)
Testi e musiche di Roberto Tardito.
1. Se fossi Dylan – 3:29
2. Il volo delle signore di lingua francese – 4:24
3. La scorza dei limoni – 3:18
4. Foglie – 3:22
5. Un'offesa – 2:32
6. Laika – 3:51
7. La via delle spezie – 2:58
8. Notturno – 2:56
9. L'attesa – 3:31
10. Gala in controluce – 3:32
11. Katia – 3:22
12. La fioritura dei ciliegi – 3:06
13. Paganini – 2:11
14. Cose di terra – 3:38
15. Senza paura – 3:14
16. Neve – 2:49

### Versione inglese (If I Were Dylan)
Testi di Carla Aira, musiche di Roberto Tardito.
1. If I Were Dylan – 3:29
2. The French Speaking Women's Flight – 4:24
3. Lemons Peel – 3:18
4. Leaves – 3:22
5. An Offence – 2:32
6. Laika – 3:51
7. The Spices Road – 2:58
8. Notturno (Night) – 2:56
9. Waiting – 3:31 (testo: Carla Aira, Ilaria Adriani)
10. Backlit Gala – 3:32
11. Katia – 3:22
12. Cherries Blooming – 3:06
13. Paganini – 2:11
14. Things of the Earth – 3:38
15. No Fear – 3:14 (testo: Ilaria Adriani)
16. Snow – 2:49

## Formazione
- Bago Balthazar – bodhràn, bang gu
- Shoko Convert – koto
- Nicholas Burns – batteria
- Patrick Chartol – basso elettrico
- Gan Guo – er hu
- Jean-Philippe Fanfant – batteria
- Thierry Fanfant – basso elettrico
- Daniel Lifermann – shakuhachi
- Barnabe Matsiona – isshakausansun
- David Mirandon – cajon, bodhran
- Iuri Morar – santoon
- Clem Mounkala – chitarre classiche, chitarre acustiche
- Peyo Peev – gadulka
- Heiko Plank – plank guitar
- Milen Slavov – fisarmonica
- Roberto Tardito – voce, chitarre classiche, chitarre acustiche, pianoforte, bouzouki, liuto tunisino, sitar elettrico, contrabbasso, percussioni
- Jean Phillippe Winter – sitar

## Produzione
- Chris Stilmant – mix, mastering
- Beatrice Mantoan, Irene Stracuzzi, Ilaria Adriani, Annarita Migliaccio – fotografie
- Alessandro Mino – copertina